# Max Morsches
Max Morsches (* 14. Februar 1946 in Bensberg) ist ein deutscher Heimatforscher und Genealoge.

## Leben
Morsches machte 1965 das Abitur am Aloisiuskolleg der Jesuiten in Bad Godesberg. Danach studierte er Mathematik an der Universität in Köln. 1972 nahm er eine Lehrertätigkeit für die Gymnasiale Oberstufe am Otto-Hahn-Gymnasium Bensberg auf. Er war bis 2018 Vorsitzender des Bergischen Geschichtsvereins Rhein-Berg e. V. und Vorstandsmitglied im Bergischen Geschichtsverein e. V. In vielen Büchern sowie Einzelartikeln im Rheinisch-Bergischen Kalender und in Heimat zwischen Sülz und Dhünn hat er seine Forschungsergebnisse zur heimatlichen Geschichte und zur Familienforschung über die Menschen im Bergischen Land veröffentlicht.
Er ist seit 1965 Mitglied im Turnverein Bensberg 1901 e. V. Von 1969 bis 1998 war er stellvertretender Vorsitzender des Vereins. Für seine sportlichen Aktivitäten in der Leichtathletik und im Schwimmen erhielt er mehrfach Auszeichnungen. Besonders engagierte er sich für den Sport mit dem Rhönrad.
Max Morsches ist verheiratet und hat zwei Söhne.

## Auszeichnungen
- Rheinlandtaler 2006 für seine Verdienste als Heimatforscher
- Silberne Ehrennadel der Stadt Bergisch Gladbach, verliehen 2007[3]
- Goldene Ehrennadel der Stadt Bergisch Gladbach, verliehen 2014[5]

## Schriften
- Das zweite Kirchenbuch der Pfarre St. Nikolaus zu Bensberg, Tauf-, Heirats- und Sterbebuch 1678–1724. Bergisch Gladbach 1994.
- Standesamt Bensberg I : Urkunden 1810-19. Bergisch Gladbach 1997, ISBN 3-932326-15-6.
- Das dritte Bensberger Kirchenbuch : 1725–1769. Bergisch Gladbach 1997, ISBN 3-932326-17-2.
- Immekeppeler Kirchenbücher : 1643–1809. Bergisch Gladbach 1998.
- Das vierte Bensberger Kirchenbuch : 1770–1809. Bergisch Gladbach 1999, ISBN 3-932326-27-X.
- Kaiser, Sonnenkönig und Türken, die Treppenhäuser von Schloss Bensberg. Bergisch Gladbach 2001, ISBN 3-932326-33-4.
- Hundert Jahre Turnverein Bensberg. Bergisch Gladbach 2002, ISBN 3-932326-37-7.
- Mosel-, Eifel- und Rhein-Burgen in Öl von J. Maaßen. Bergisch Gladbach 2003, ISBN 3-932326-41-5.
- Mosel- und Eifelbilder, Aquarelle von J. Maaßen. Bergisch Gladbach 2004, ISBN 3-932326-44-X.
- Gemälde, Zeichnungen und Drucke von J. Maaßen. Bergisch Gladbach 2005, ISBN 3-932326-45-8.
- Kellnereirechnung 1744/45 des Amtes Porz. Mitautor Hans Leonhard Brenner, Bergisch Gladbach 2009, ISBN 978-3-932326-57-8.
- Die Straßers aus Bensberg feiern die Hochzeit ihrer Ahnen vor 250 Jahren. in Gemeinschaft mit dem Arbeitskreis Genealogie des BGV Rhein-Berg, Bergisch Gladbach 2010, ISBN 978-3-932326-63-9.
- Max Morsches, Helmut Höhner: Ein Brief Mäurers von 1864 macht neugierig. In: Heimat zwischen Sülz und Dhünn. Geschichte und Volkskunde in Bergisch Gladbach und Umgebung. Hrsg. Bergischer Geschichtsverein, Abt. Rhein-Berg e. V. Heft 18, Bergisch Gladbach 2012, S. 2–3
- Max Morsches, Eric Ludemann: Traumkarriere – Bensberger Bauernsohn wird Professor in Frankreich. In: Heimat zwischen Sülz und Dhünn. Geschichte und Volkskunde in Bergisch Gladbach und Umgebung. Hrsg. Bergischer Geschichtsverein, Abt. Rhein-Berg e. V. Heft 18, Bergisch Gladbach 2012, S. 4–8
- Max Morsches, Peter Lückerath: Zu Titeln und Studium German Mäurers. In: Heimat zwischen Sülz und Dhünn. Geschichte und Volkskunde in Bergisch Gladbach und Umgebung. Hrsg. Bergischer Geschichtsverein, Abt. Rhein-Berg e. V. Heft 18, Bergisch Gladbach 2012, S. 9
- Max Morsches, Peter Lückerath: German Mäurer als Demokrat und Sozialist. In: Heimat zwischen Sülz und Dhünn. Geschichte und Volkskunde in Bergisch Gladbach und Umgebung. Hrsg. Bergischer Geschichtsverein, Abt. Rhein-Berg e. V. Heft 18, Bergisch Gladbach 2012, S. 10–15